# ALICE

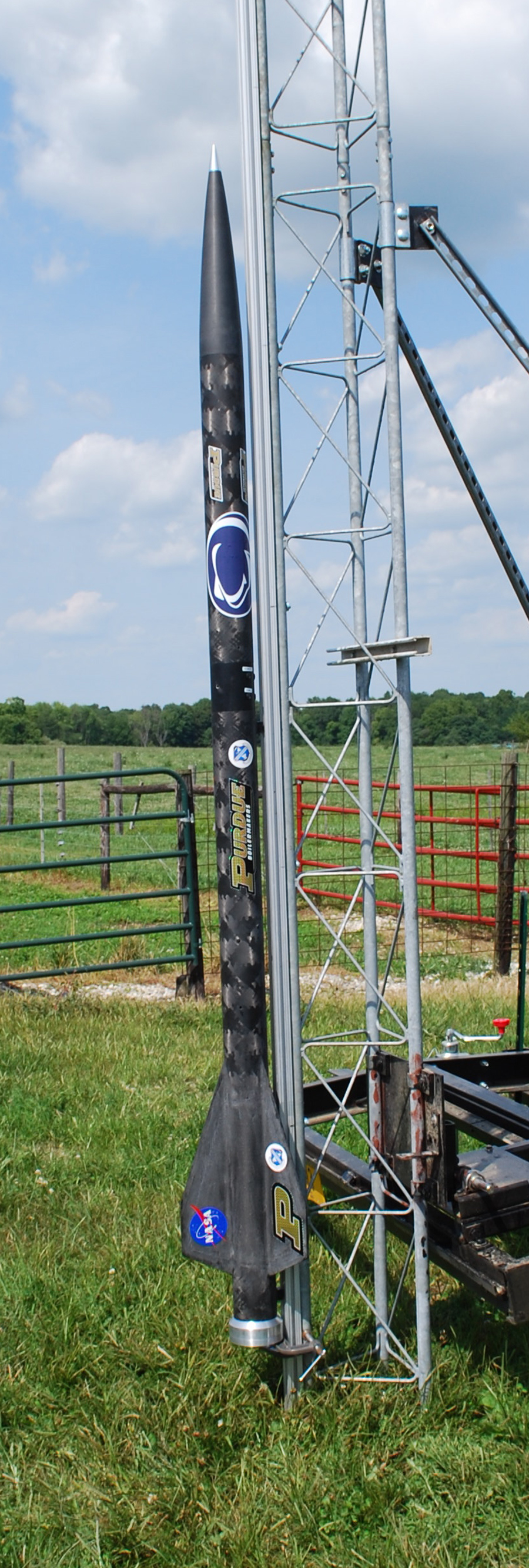
Testovací raketa před odpálením, srpen 2009

ALICE je experimentální tuhé raketové palivo, jehož výroba má být jednoduchá a jeho účinky na životní prostředí minimální. Palivo se skládá z nanočástic práškového hliníku a vodního ledu. Odtud pochází i název, jenž je spojením chemické značky hliníku Al a anglického slova pro led, tedy Al-ice. Na vývoji se podílí NASA, AFOSR (Air Force Office of Scientific Research) a university Purdue a Pennsylvania State University.
Výzkum spalování vody s hliníkem byl zkoumán již od šedesátých let dvacátého století. Tato reakce uvolňuje relativně velké množství energie a vyznačuje se vysokou účinností spalování. ALICE také slibuje možnost jednotného paliva pro pohon nosných raket i kosmických sond a lodí. Podle NASA také představuje ideální palivo, které bude možno vyrobit na povrchu Měsíce nebo Marsu. První start testovací rakety poháněné ALICE se odehrál v srpnu 2009.